# Serenata a Maria
Serenata a Maria è un film del 1957 diretto da Luigi Capuano.

## Trama
Stefano è un cantante che lotta per il successo, il quale si innamora di Maria, ma che dopo la sua assenza dal paese, rimane incinta di Renato e diventa madre di una bambina e quindi costretta a lasciare il paese. Stefano, una volta arrivato al successo, la ricerca e la sposa.

## Produzione
Il film è ascrivibile al filone dei melodrammi sentimentali comunemente detto strappalacrime, in voga tra il pubblico italiano in quel periodo, anche se all'epoca entrato nella sua fase calante.

## Distribuzione
Il film venne distribuito nelle sale cinematografiche italiane il 30 ottobre del 1957.